# ذخیره‌گاه طبیعی نورگوش
ذخیره‌گاه طبیعی نورگوش (انگلیسی: Nurgush Nature Reserve) یک پارک و ذخیره‌گاه طبیعی در استان کیروف کشور روسیه است.